# جرن الجميلي

تعديل مصدري - تعديل

جرن الجميلي هي إحدى حارات مدينة الرضمة بمحافظة إب، بلغ تعداد سكانها 311 نسمة حسب تعداد اليمن لعام 2004.